# 극장판 기동전사 건담00
극장판 기동전사 건담00(劇場版 機動戦士ガンダム00 -A wakening of the Trailblazer-, Mobile Suit Gundam 00 The Movie: A wakening of the Trailblazer)은 일본에서 제작된 미즈시마 세이지 감독의 2010년 애니메이션, 액션, 드라마, SF 영화이다. 미야노 마모루 등이 주연으로 출연하였다.

## 출연

### 주연
- 미야노 마모루
- 미키 신이치로

### 조연
- 카츠지 료
- 나카무라 유이치
- 이리노 미유
- 카미야 히로시
- 요시노 히로유키